# Milano-Domodossola-Milano
La Milano-Domodossola-Milano è stata una corsa a tappe maschile di ciclismo su strada che si svolse per un'unica edizione, nel 1906, nel mese di aprile, fra Milano e Domodossola, in due tappe, andata e ritorno.

## Albo d'oro
Aggiornato all'edizione 1906.
| Anno | Vincitore      | Secondo           | Terzo            |
| ---- | -------------- | ----------------- | ---------------- |
| 1906 | Pierino Albini | Giulio Tagliavini | Giovanni Cuniolo |